# 내용분석
내용분석 또는 콘텐츠 분석은 문서 및 소통의 인공산물에 관한 연구이며 다양한 포맷의 텍스트, 사진, 오디오, 비디오가 될 수 있다. 사회과학자들은 내용분석을 사용하여 반복 가능한 체계적인 방식으로 소통의 패턴을 검사한다. 사회현상을 분석하기 위하여 내용분석을 이용할 때의 주된 이점들 가운데 하나는 사회경험을 시뮬레이트하거나 조사 답변을 수집하는 것과는 대비되는 피침투적인 특성이다.
내용분석의 실천과 철학은 학문에 따라 다양하다. 이것들은 관심있고 의미있는 내용의 존재를 지시하기 위해 레이블(이른바 코드)이 할당된 텍스트나 인공물의 체계적인 읽기 또는 관찰이 수반된다. 텍스트의 집합 내용에 체계적으로 레이블을 붙임으로써 연구자들은 통계 모형을 사용하여 양적으로 내용 패턴을 분석하거나 질적 방식을 사용하여 텍스트 내 내용의 의미를 분석할 수 있다.
문서의 레이블링(코딩)을 자동화하기 위해 내용 분석에 컴퓨터가 사용되는 빈도가 늘어나고 있다. 단순 계산 기법은 단어의 주기와 문서 길이와 같은 서술적 데이터를 제공할 수 있다. 기계 학습 분류자들은 레이블링이 가능한 텍스트의 수를 상당 부분 증가시킬 수 있으나 이러한 일을 하는데 있어 과학적 유용성은 논란의 대상이다. 이뿐 아니라 미리 정의된 언어학적, 시맨틱, 심리학적 특징에 대해 텍스트를 분석할 목적으로 수많은 컴퓨터 지원 텍스트 분석(computer-aided text analysis, CATA) 컴퓨터 프로그램들을 이용할 수 있다.

## 목표
내용 분석은 다양한 기법으로서 이해된다. 클라우스 크리펜도르프에 따르면 모든 내용분석에 6가지 질문이 해결되어야 한다.
1. 어느 데이터를 분석하는가?
2. 어떻게 데이터를 정의하는가?
3. 어떠한 개체로부터 데이터를 그리는가?
4. 관련 문맥은 무엇인가?
5. 분석의 경계는 무엇인가?
6. 무엇을 측정하는가?

## 같이 보기
- 해석학 (철학)
- 연결어